# World War Z
World War Z è un film del 2013 diretto da Marc Forster.
La pellicola è l'adattamento cinematografico del romanzo World War Z. La guerra mondiale degli zombi di Max Brooks del 2006.

## Trama
Gerry Lane, ex investigatore delle Nazioni Unite sulle armi di distruzione di massa, sua moglie Karin e le loro due figlie, Rachel e Connie, sono bloccati nel traffico di Filadelfia quando la città è invasa dagli zombi. I Lane scappano a Newark e si rifugiano presso una coppia e il figlio Tommy. Vengono poi salvati da un elicottero inviato dal vice segretario generale delle Nazioni Unite Thierry Umutoni e portano Tommy con loro dopo che i suoi genitori sono stati infettati. Il gruppo viene portato su una nave della Marina degli Stati Uniti nell'Oceano Atlantico, dove scienziati e personale militare stanno analizzando l'epidemia. Andrew Fassbach, un virologo, insiste che la peste è un virus e lo sviluppo di un vaccino dipende dalla ricerca della sua origine. Gerry, dopo che la sua famiglia è stata minacciata di sfratto dalla sicurezza della nave, accetta di aiutare Fassbach.
Gerry, Fassbach e una scorta di Navy SEAL volano a Camp Humphreys, in Corea del Sud, dove si è verificato il primo rapporto di zombi. Qui vengono attaccati dagli zombi all'atterraggio, provocando il panico di Fassbach che si uccide accidentalmente con la sua stessa pistola. I soldati americani al campo salvano la squadra e Gerry scopre che l'infezione è stata introdotta alla base dal suo medico. Un ufficiale della CIA imprigionato dice a Gerry di andare in Israele: il Mossad israeliano è infatti venuto a conoscenza del virus prima dell'epidemia ed è riuscito a costruire una zona sicura. Quando la base viene attaccata dagli zombi, solo Gerry e il pilota scappano.
A Gerusalemme, Gerry incontra Jurgen Warmbrunn, un alto funzionario, che spiega di aver intercettato le comunicazioni delle truppe indiane che combattono contro gli zombi. Il paese è riuscito a mettersi in quarantena costruendo un grande muro e consente ai profughi di entrare in città. Il forte canto celebrativo dei rifugiati attira gli zombi dall'esterno e fanno breccia nel muro. Mentre la città viene rapidamente invasa, Warmbrunn ordina ai soldati israeliani di scortare Gerry al suo aereo. Gerry nota degli zombi che aggirano prima un anziano e poi un ragazzo. Quando una delle scorte, "Segen", viene morsa alla mano, Gerry amputa l'appendice, prevenendo ulteriori infezioni, e la coppia scappa a bordo di un aereo di linea commerciale.
Gerry chiama Thierry e gli fa dirottare l'aereo verso una struttura di ricerca medica dell'Organizzazione mondiale della sanità a Cardiff, in Galles. Viene scoperto uno zombi clandestino e le persone a bordo vengono rapidamente infettate. Gerry fa esplodere una granata per rompere la cabina ed espellere gli zombi, ma il risultato è un atterraggio di fortuna. Gerry e Segen sopravvivono allo schianto, anche se Gerry viene impalato. Fortunosamente i due raggiungono la struttura, dove Gerry sviene per le ferite riportate. L'uomo si sveglierà tre giorni dopo attorniato da dipendenti dell'OMS a cui spiega la sua teoria: secondo lui gli zombi aggirano i malati terminali o i feriti poiché sono ospiti inadatti all'infezione. Suggerisce quindi di iniettarsi agenti patogeni mortali ma curabili per "mimetizzarsi" contro gli zombi. Tuttavia, gli agenti patogeni degli scienziati si trovano in una parte della struttura infestata da zombi. Gerry, Segen e il capo medico si fanno strada nel laboratorio. Prima che Gerry possa andarsene, uno zombi solitario gli blocca la strada, costringendolo a farsi l'iniezione per testare la sua teoria. Quando Gerry apre la porta, la sua teoria si dimostra corretta: lo zombi lo aggira, permettendogli di oltrepassare in sicurezza il resto degli zombi con campioni di agenti patogeni in mano.
Gerry e Segen arrivano in una zona sicura a Freeport, in Nuova Scozia, dove si riunisce alla sua famiglia. Viene sviluppato un vaccino che funge da mimetizzazione contro gli zombi, consentendo ai civili di fuggire in sicurezza dalle aree infestate e alle forze militari di combattere gli zombi in modo più efficace.

## Produzione
Dopo una lunga e difficile campagna d'acquisti, nel 2007 la Plan B Entertainment di Brad Pitt riuscì a ottenere i diritti cinematografici del romanzo World War Z. La guerra mondiale degli zombi in concorrenza contro la Appian Way di Leonardo DiCaprio. Qualche tempo dopo, il 13 novembre 2008 si apprese, dalla rivista Variety, che Marc Forster era stato avvicinato e poi confermato come regista; intervistato a proposito, Forster spiegò che per alcuni aspetti il romanzo presentava caratteristiche politico-thriller simili a Tutti gli uomini del presidente.
Lo stesso mese, J. Michael Straczynski fu incaricato della realizzazione della sceneggiatura, accogliendo la sfida di un film rappresentato come «un rapporto delle Nazioni Unite su una guerra di zombi» sullo sfondo di film come The Bourne Identity. Straczynski spiegò che avrebbe fatto il possibile per mantenere e raccontare la situazione di politica internazionale molto importante e centrale nel romanzo dall'inizio e durante la guerra zombi. Brooks si disse molto compiaciuto della scelta della Plan B di Straczynski alla sceneggiatura, tenendo a sottolineare come non avrebbe comunque avuto alcuna influenza decisionale sulla creatività dal momento che non avrebbe preso parte diretta alla realizzazione..
Una prima versione della sceneggiatura fu pubblicata in rete nel 2008 e il sito web Ain't It Cool News, dopo averla recensita, spiegò che si trattava di un buon lavoro constatando soprattutto la difficile natura del soggetto da cui si era partiti per la trasposizione. Tra gli altri aspetti analizzati: l'atmosfera generale, che secondo il sito si avvicinava molto a I figli degli uomini.
I primi bozzetti furono pubblicati in rete nel gennaio 2009 sul sito DevianArt; si trattava di alcuni schizzi della "battaglia di Yonkers", sviluppati dal disegnatore per la produzione Daniel LuVisi.
Nel marzo 2009 furono aperti gli uffici di produzione, dando avvio a una prima pre-produzione dopo che Straczynski aveva manifestato interesse nel far cominciare una piena produzione entro la fine dell'anno visti anche i dubbi di Forster circa il suo coinvolgimento alla regia dati i lunghi tempi di realizzazione sui quali ci si stava basando. Qualche mese dopo, fu annunciato di possibili ritardi dovuti alla scrittura della sceneggiatura, secondo Forster «ancora lontana dalla realizzazione» e in luglio fu annunciato che Matthew Michael Carnahan sarebbe stato incaricato del rimaneggiamento del lavoro di Straczynski, secondo Brooks proprio perché i produttori avevano dato fiducia al progetto investendo in esso molti soldi.
Dopo che Brooks si disse speranzoso di vedere Brad Pitt per la parte da protagonista, nel luglio 2010 fu confermato che l'attore e produttore aveva accettato il ruolo e che il suo studio era pronto per far uscire il film nel 2012. L'inizio delle riprese venne fissato per giugno 2011.
Il budget del film è stato di 190 milioni di dollari.

### Cast
Gli attori Ed Harris e Bryan Cranston furono inizialmente scritturati nel cast, ma poi dovettero declinare per conflitti di programmazione con altri progetti.
Brad Pitt ha accettato il ruolo di protagonista su richiesta dello scrittore del romanzo Max Brooks.
Il cast principale è costituito dai seguenti attori:
- Brad Pitt è Gerry Lane, un ex investigatore delle Nazioni Unite chiamato a tornare in campo per scoprire una cura alla pandemia zombie.
- Mireille Enos è Karen Lane, moglie di Gerry.
- Daniella Kertesz è Segen, una soldatessa israeliana incaricata di scortare Gerry lontano da Gerusalemme.
- James Badge Dale è il capitano Speke, soldato americano stazionato a Camp Humphreys, nella Corea del Sud.
- David Morse è Gunther Haffner, un ex agente della CIA internato a Camp Humphreys.
- Fana Mokoena è Thierry Umutoni, sottosegretario delle Nazioni Unite.
- David Andrews è il capitano Mullenaro della Marina Militare degli Stati Uniti.
- Sterling Jerins è Constance Lane, figlia minore di Gerry e Karen.
- Abigail Hargrove è Rachel Lane, figlia maggiore di Gerry e Karen.
- Peter Capaldi è un ricercatore dell'OMS.
- Pierfrancesco Favino è un medico italiano, responsabile del centro ricerche dell'OMS a Cardiff.
- Ludi Boeken è Jurgen Warmbrunn, capo del Mossad.
- Grégory Fitoussi è il pilota del C130.

Tra gli attori presenti si segnalano Fabrizio Zacharee Guido nel ruolo di Tomas, un bambino salvato da Gerry a Newark; Matthew Fox interpreta un soldato della Marina statunitense; Moritz Bleibtreu e Ruth Negga interpretano due scienziati del centro ricerche dell'OMS a Cardiff; Ernesto Cantu e Vicky Araico interpretano i genitori di Tomas; Elyes Gabel è Fassbach, un giovane scienziato alla ricerca della cura; Lucy Aharish interpreta una donna palestinese.

### Riprese

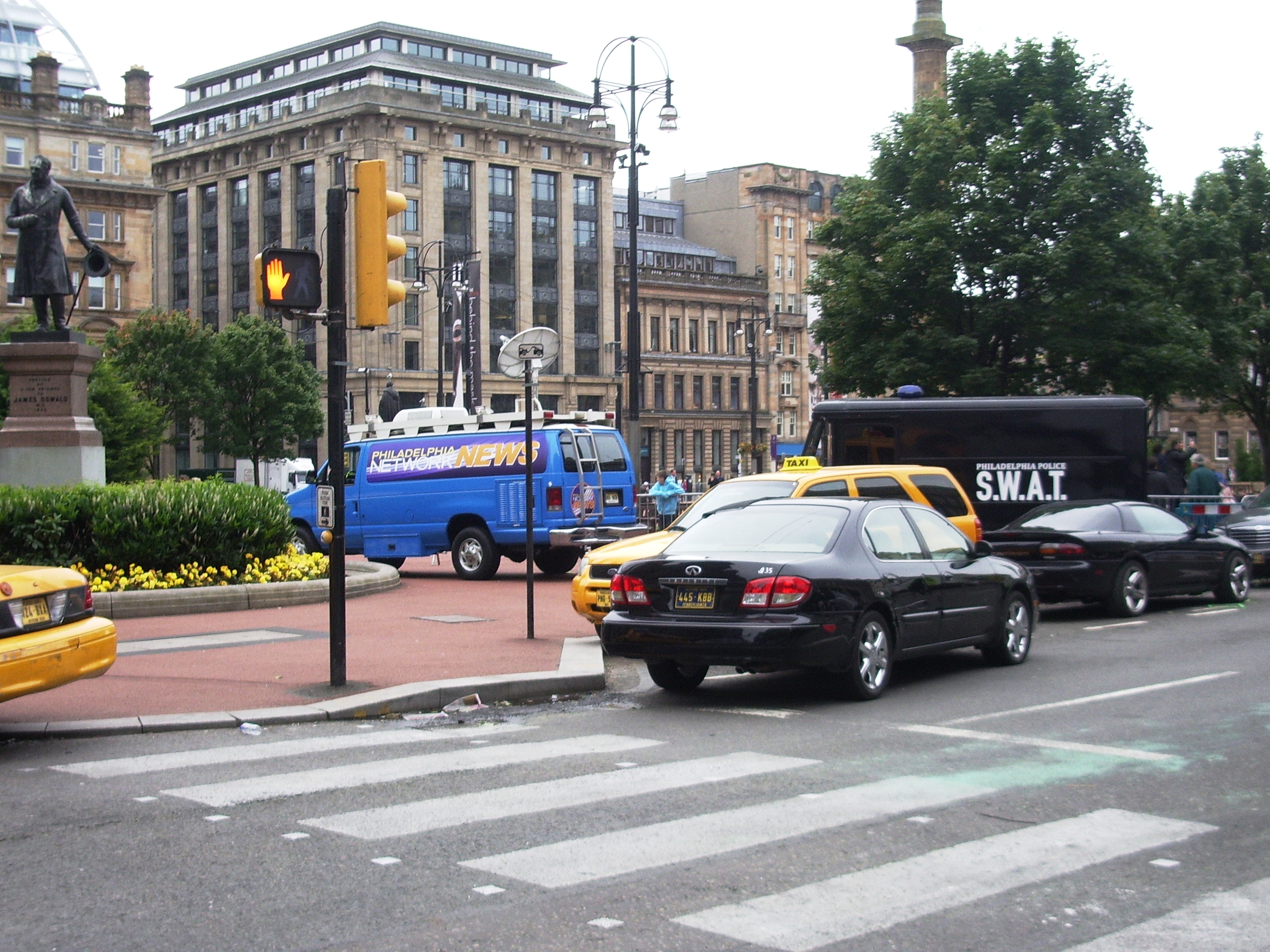
Le riprese a Glasgow

Le riprese del film iniziarono il 15 giugno 2011 a Malta, per poi spostarsi a Glasgow dal 17 al 31 agosto e successivamente a Falmouth, nella Cornovaglia e a Grangemouth, sempre in Scozia.

### Post-produzione
Nel marzo 2012 venne annunciato che l'uscita cinematografica sarebbe stata posticipata al 21 giugno 2013 per non scontrarsi nel box office col film Jack Reacher - La prova decisiva. Nel maggio 2012 vennero annunciate nuove riprese aggiuntive a Budapest. Nel mese successivo fu chiamato Damon Lindelof per riscrivere una parte della sceneggiatura, ma insieme a lui venne aggiunto Drew Goddard nel mese di luglio.

## Colonna sonora
Nel dicembre 2011 fu annunciato Marco Beltrami per la colonna sonora del film.

## Promozione
Il primo trailer venne mostrato nella giornata delle preview organizzata dalla Paramount Pictures, distributrice americana della pellicola, per essere poi diffuso online il 9 novembre 2012.
Il 25 marzo 2013 fu diffuso il primo poster ufficiale del film, uscito in due versioni differenti (la seconda con più colori ed un'immagine di background). Sempre il 25 marzo 2013 la Paramount Pictures distribuì on line il secondo trailer del film. Il trailer fu diffuso contemporaneamente in più lingue, compresa la versione italiana.

## Distribuzione
Il film è uscito nelle sale cinematografiche americane il 21 giugno 2013; in quelle italiane il 27 giugno dello stesso anno.

## Accoglienza

### Incassi
Il film ha incassato circa 540 milioni di dollari, ed è diventato il film sugli zombie con il maggiore incasso di sempre.

### Critica
Sull'aggregatore Rotten Tomatoes il film riceve il 66% delle recensioni professionali positive su 283 critiche, mentre su Metacritic ottiene un punteggio di 63 su 100 basato su 46 critiche.

## Riconoscimenti
- 2014 - Satellite Award
  - Candidatura per i migliori effetti visivi
- 2014 - Saturn Award
  - Miglior film thriller
  - Candidatura per il miglior attore a Brad Pitt
- 2014 - Empire Awards
  - Candidatura per il miglior horror
- 2013 - Golden Trailer Awards
  - Candidatura per il miglior trailer di un blockbuster
  - Candidatura per il miglior spot Tv di un blockbuster
- 2013 - Hollywood Film Festival
  - Candidatura per il miglior film
- 2013 - Key Art Awards
  - Secondo posto per la miglior tecnica/visiva
- 2014 - People's Choice Awards
  - Candidatura per il miglior film d'azione
  - Candidatura per il miglior attore in un film d'azione a Brad Pitt
- 2014 - Critics' Choice Movie Award
  - Candidatura per il miglior attore in un film d'azione a Brad Pitt
  - Candidatura per il miglior film fantascientifico/horror
- 2014 - MTV Movie Awards
  - Performance più terrorizzante a Brad Pitt

## Altri media

### Videogiochi
Un videogame tratto dal film, World War Z, sviluppato da Phosphor Games Studio per dispositivi mobile iOS e Android è stato pubblicato nel maggio 2013. Il gioco è uno spin-off del film, ed è ambientato in diverse città tra cui Denver, Kyoto, e Parigi, e contiene una serie di personaggi inediti e differenti dalla pellicola.
Nel 2017 è stato annunciato un nuovo titolo, World War Z, sviluppato da Saber Interactive, per Xbox One, PlayStation 4 e PC. È stato pubblicato il 16 aprile 2019. Il gioco si incentre sulla cooperativa fino a 4 giocatori. La campagna si concentra invece su un unico sopravvissuto che viaggia per il mondo, includendo livelli in città come New York, Mosca, Roma e Gerusalemme.

## Sequel cancellato
Nel giugno 2013, dopo il successo del film, la Paramount Pictures annunciò l'intenzione di realizzare un sequel. Nel dicembre venne reso noto come Juan Antonio Bayona fosse stato scelto per dirigere il film e nel maggio 2014 Steven Knight venne scelto per scrivere la sceneggiatura. A fine ottobre 2015, la Paramount, non soddisfatta della prima stesura di Knight, ingaggiò Dennis Kelly per riscrivere la sceneggiatura del sequel.
Nel gennaio 2017 il progetto ha avuto via libera grazie alla Plan B Entertainment, casa di produzione fondata da Brad Pitt, che sarà nuovamente il protagonista; dopo l'abbandono di Marc Forster e quello di Bayona, viene scelto David Fincher come regista.
Nel febbraio 2019 il film è stato cancellato prima dell'inizio delle riprese.